# Торранс Воткінс
Торранс Воткінс (англ. Torrance Watkins, 30 липня 1949) — американська вершниця.
Олімпійська чемпіонка 1984 року в командному триборстві.
Бронзова призерка Чемпіонату світу з кінного триборства 1982 року в командному триборстві.